# Dolichopus oganesiani
Dolichopus oganesiani är en tvåvingeart som beskrevs av Negrobov 1986. Dolichopus oganesiani ingår i släktet Dolichopus och familjen styltflugor.
Artens utbredningsområde är Armenien. Inga underarter finns listade i Catalogue of Life.